# Badminton na Letnich Igrzyskach Olimpijskich Młodzieży 2014
Badminton na II Letnich Igrzyskach Olimpijskich Młodzieży w Nankin rozgrywany był dniach 17–22 sierpnia. Zawodnicy rywalizowali w trzech konkurencjach (grze pojedynczej chłopców, grze pojedynczej dziewcząt oraz mikście). Kwalifikację do turnieju olimpijskiego w badmintonie uzyskało 32 zawodników i 32 zawodniczki. 

## Medaliści
| Konkurencja              | Złoto                     | Srebro                        | Brąz                                |
| Gra pojedyncza dziewcząt | He Bingjiao               | Akane Yamaguchi               | Busanan Ongbumrungpan               |
| Gra pojedyncza chłopców  | Shi Yuqi                  | Lin Guipu                     | Anthony Ginting                     |
| Gra mieszana             | Cheam June Wei Ng Tsz Yau | Kanta Tsuneyama Lee Chia-hsin | Sachin Angodavidanalage He Bingjiao |

### Tabela medalowa
| Miejsce | Państwo          | Złoto | Srebro | Brąz | Razem |
| ------- | ---------------- | ----- | ------ | ---- | ----- |
| 1       | Chiny            | 2     | 1      | 0    | 3     |
| -       | Drużyna mieszana | 1     | 1      | 1    | 3     |
| 2       | Japonia          | 0     | 1      | 0    | 1     |
| 3       | Tajlandia        | 0     | 0      | 1    | 1     |
| 3       | Indonezja        | 0     | 0      | 1    | 1     |
|         | Razem            | 3     | 3      | 3    | 9     |